# Jeong Da-bin
En aquest nom coreà, el cognom és Jeong.
Jeong Da-bin (en coreà 정혜선) (Seül, 4 de març de 1980 – Seül, 10 de febrer del 2007) va ser una actriu sud-coreana.

## Biografia
Nascuda com a Jeong Hye-Seon, a Seül, Jung Da Bin va anar a l'Institut de Xiques Yongdok i a la Universitat Dongguk. Allí es va graduar en actuació dramàtica en dos anys. A Taiwan va guanyar popularitat fent papers de col·legiales, especialment gràcies a les seues minisèries Korean Wave. El primer paper important de Jung Da-bin va ser el 2000 per la pel·lícula Land of Ginkgo, en la qual compartia protagonisme amb Kim Yoon-jin.
En el 2004 protagonitzà la comèdia coreana He Was Cool, actuant de xica d'institut.

### Mort
El 2007, durant la seva estada a l'apartament del seu xicot a Seül, es va suïcidar penjant-se. Va ser descoberta pel seu propi xicot al bany, amb una tovallola embolicada al voltant del seu coll. Si bé sense cap nota aparent de suïcidi deixada enrere, una entrada al seu blog en línia poc abans de morir indicava que patia de depressió clínica. L'última entrada del diari Jung Da-bin deia el següent:
"Tot és tan complicat. M'enfade per cap raó i se sent com si estiguera embogint. Fa tant de mal, com si em marejara viatjant. El cap em fa molt de mal i comence a plorar. M'estava convertint en una esclava del meu temperament. Pensava que m'estava perdent, perdent la meva identitat...
Llavors, en aquell moment, com si hagués rebut un xoc elèctric, vaig trobar la pau. Déu va venir a mi amb amor. Em va fer comprendre la meva importància i em va donar coratge. Ell em va ajudar i em va dir que estaria bé. Estic bé."
Va ser trobada morta el matí del 10 de febrer del 2007, unes setmanes abans del seu aniversari dels 27 anys. La indústria de l'entreteniment de Corea se va estremir amb la notícia. Uns quants mitjans de comunicació coreans citaren la depressió com a raó de la mort.

## Filmografia
- The Legend of Gingko (2000)
- This Good Fellow (2003)
- He Was Cool (2004, 그 놈은 멋있었다)

Televisió
- New Non Stop (2002, 26 episodis)
- Trio (삼총사) (2002, 17 episodis)
- The Full Sun (2003)
- Non Stop 3 (2003, 303 episodis)
- Attic cat (옥탑방 고양이) (2003, 16 episodis)
- My 19 Year Old Sister-in-Law (형수님은 열아홉) (2004, 16 episodis)
- Typhoon in that Summer (그 여름의 태풍) (2005, 30 episodis)

Videos musicals
- Sarang Ahn Hae (I don't love you) vídeo musical de Baek Jiyoung (2007)

## Premis
- Millor actriu - Sitcom at MBC Awards (2002)
- Millor actor nou a MBC Awards (2003)
- Premi a Nova Estrella als Premis SBS (2004)